# Arheilger Mühlchen
Das Arheilger Mühlchen (im lokalen Dialekt: Oarhelljer Miehlsche) ist ein Naturbadesee am Ostrand von Darmstadt-Arheilgen.

## Lage und Geschichte
Das Arheilger Mühlchen in Darmstadt-Arheilgen (Auf der Hardt) liegt im Bereich des Grünzugs Ruthsenbach. Der See hat eine Wasserfläche von 14.800 m², die durchschnittliche Wassertiefe beträgt 2,20 m.
Bis zum Jahre 1843 war der See an den Müller Vöglin verpachtet.
Danach ging er in Privatbesitz über.
1854 wurde er trockengelegt und danach als Wiese genutzt.
Einige Jahre später wurde der ehemalige See wieder geflutet.
Der größte Teil des Geländes des Arheilger Mühlchens, darunter der Badesee selbst, befindet sich bis heute in Privatbesitz.
Der Naturbadesee wird seit 1924 als öffentliches Schwimmbad genutzt. Das Schwimmbad war 2012 aufgrund der klammen Kassenlage der Stadt und des auslaufenden Pachtvertrags von der Schließung bedroht. 2015 wurde das Arheilger Mühlchen unter Denkmalschutz gestellt.

## Badebetrieb
Der Badesee verfügt über einen Nichtschwimmerbereich, eine Wasserrutsche, einen Sprungturm mit 1-m-Brett und 3-m-Brett, einen Wettbewerbsbereich mit Startblöcken und den lang gestreckten See selbst mit drei Bojen.
Der Eintritt ist frei. An der „Mühlchenbox“ am Ein- und Ausgang kann jedoch ein freiwilliger Eintritt gespendet werden. Der Förderverein empfiehlt einen Betrag von einem Euro pro Besucher (ermäßigt 50 Cent). Im Jahr 2017 besuchten knapp 54.000 Gäste das Mühlchen, nach 50.000 Besuchern im Vorjahr.

## Etymologie
Ursprünglich hieß der See Unterer Arheilger Teich, Unterer Arheilger Woog und Unterer Woog.
Der Name Arheilger Mühlchen geht auf eine ehemals benachbarte Getreidemühle zurück.

## Fauna und Flora
An dem von Seerosen bewachsenen Vorteich des Arheilger Mühlchens sind häufig Fischreiher und andere Wasservögel zu beobachten. Weiterhin ist auch die Europäische Sumpfschildkröte heimisch.
Auf dem Parkgelände gibt es einen alten Baumbestand.

## Architektur
Am Westufer des Badesees gibt es einen nach historischen Vorlagen restaurierten Umkleide- und Duschentrakt, sowie einen angeschlossenen Kiosk im Pachtbetrieb. Östlich des Badesees befindet sich die gleichnamige Gaststätte, welche kurze Zeit, nachdem das namensgebende Arheilger Mühlchen 1877 niederbrannte, an gleicher Stelle errichtet wurde.

## Partner und Kooperationen
Das Arheilger Mühlchen wird vom „Förderverein Naturbadesee Arheilger Mühlchen e.V.“ unterstützt, der sich in Reaktion auf die drohende Schließung 2012 gründete und seither u. a. einen Teil der Erhaltungskosten und des Personalaufwands leistet.

## Regelmäßige Veranstaltungen
Jeweils im Juli findet der Mühlchen-Triathlon statt.